# 吐虎玛克古城
吐虎玛克古城是中华人民共和国新疆维吾尔自治区昌吉回族自治州奇台县古城乡的古遗址，吐虎玛克或为槐树之意。吐虎玛克古城历史存有争议，至少有唐代蒲类县之说、蒲类县下辖的蒲类镇之说、蒲类州都督府之说，现为新疆维吾尔自治区文物保护单位。吐虎玛克古城面积约15.7万平方米，城墙、建筑基本坍塌。出土有铁器、陶器等文物。

## 地理地望
吐虎玛克古城位于中华人民共和国新疆维吾尔自治区昌吉回族自治州奇台县古城乡果园村西侧，距离水磨河500米，古城乡位于古城西北2千米处，距离奇台县城5千米。吐虎玛克古城位于唐朝墩古城遗址东南约5千米处。古城东侧为公路，周围有耕地。古城所处地势平缓。

## 形制遗物
吐虎玛克古城平米呈方形，东侧城墙长约400米，南侧城墙约330米，西侧城墙超过400米，北侧城墙约360米，面积约15.7万平方米。城墙夯筑而成，但基本倒塌，残高从1米到2.8米不等，宽11米。东、南、西侧城墙中部有可能是城门的缺口，其中西侧城门处有双层城墙，或为瓮城。北侧城墙西段被挖，中段曾辟为菜窖，出露约14厘米厚的夯土层。东墙不直。墙外侧有一到两处或为马面或壁楼的凸出部。西北角、西南郊城墙较厚，可能为角楼。城内中心较高，瓦片残迹分布较多，可能是中心建筑的遗迹。
自吐虎玛克古城出土的文物有唐朝风格的铁制刀具，宋元时期（高昌回鹘到蒙元时期）的陶器，陶器以红陶质为主。

## 历史猜测
吐虎玛克古城或为唐代蒲类县城，亦或是蒲类县下辖蒲类镇所在地。早期考察吐虎玛克古城的薛宗正等学者因其距离蒲类县城（唐朝墩古城遗址）的方向和距离认为该古城为蒲类县城下辖的蒲类镇所在地。中国人民政治协商会议奇台县委员会所办资料《奇台文史》、中国共产党奇台县委员会党史地方志办公室编纂的《奇台年鉴（2012）》皆沿用此说法。不过中国人民大学学者任冠以吐虎玛克古城与唐朝墩古城遗址的位置与《元和郡县图志》载“蒲类镇，在蒲类县西”有所出入，加上所发现遗物多为高昌回鹘晚期到蒙元时期，建城时间与蒲类镇设置时间不符，吐虎玛克古城或非蒲类镇。
新疆大学王玉平等学者认为吐虎玛克古城实为唐代蒲类城。原因包括《元和郡县图志》中记载蒲类县城距离唐郝遮镇四十里，而吐虎玛克古城东北约18千米处有北道桥古城遗址。《太平寰宇记》载蒲类县城位于庭州州治“东八十里”，唐庭州所在地为北庭故城遗址，从吐虎玛克古城出发，经唐朝墩遗址到北庭故城距离约37千米，与记载像近。且规模与唐朝墩古城相近，故蒲类县城为吐虎玛克古城，而非唐朝墩古城遗址。另外，吐虎玛克古城也可能是唐破西突厥后，在沙陀部设置的蒲类州都督府所在地。

## 调查保护

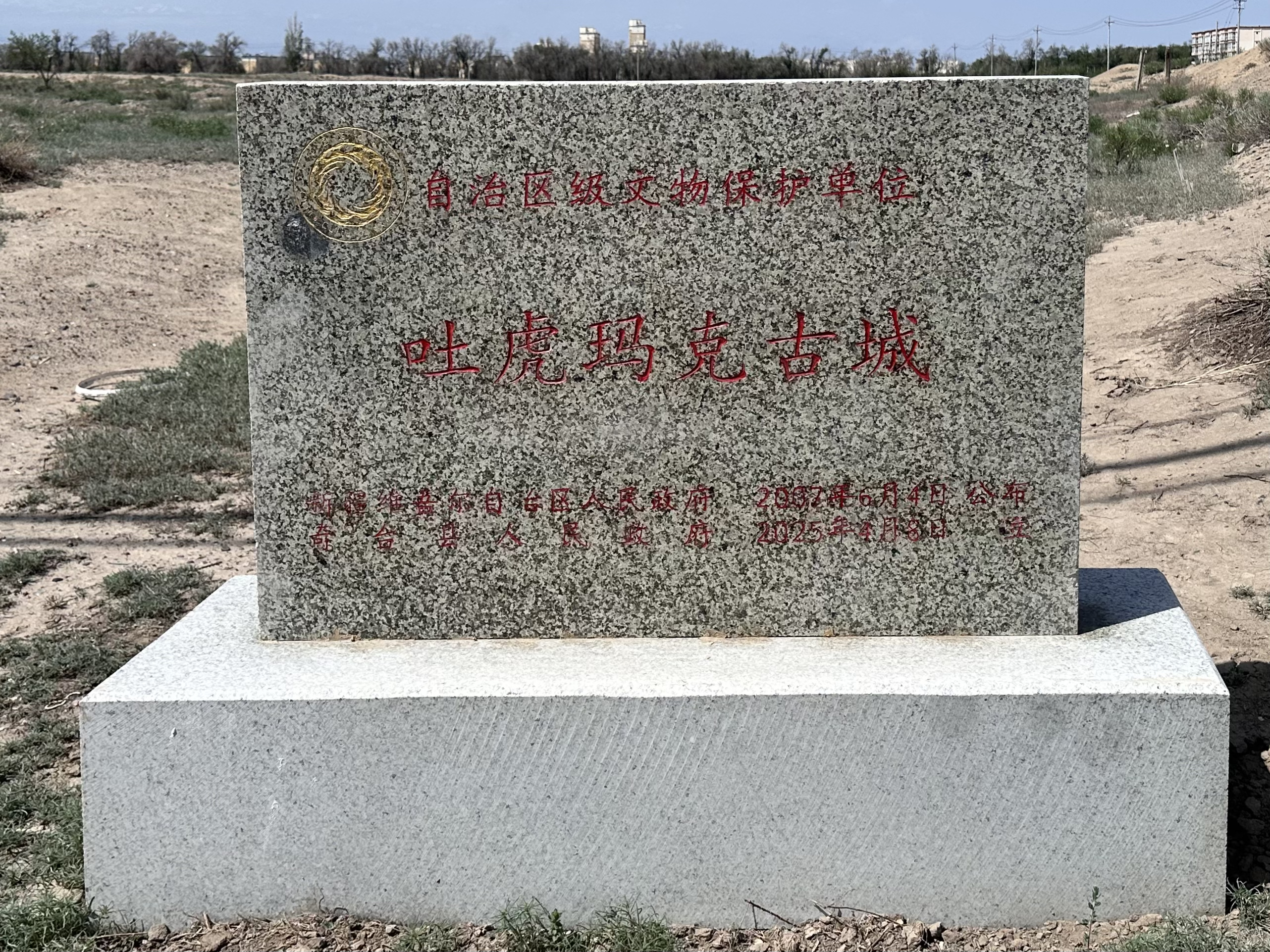
吐虎玛克古城是新疆维吾尔自治区文物保护单位

1958年，新疆维吾尔自治区博物馆曾派人初步调查奇台县各遗址。1972年，奇台县文化馆派遣薛宗正等学者调查境内文物，其中包括吐虎玛克古城。1983年，新疆社会科学院考古研究所东疆考古队王炳华等人调查了吐虎玛克古城。1988年，新疆维吾尔自治区昌吉回族自治州文物普查队在昌吉境内调查文物，对吐虎玛克古城调查并建档。2007年，吐虎玛克古城被列为新疆维吾尔自治区文物保护单位。2011年，奇台县公布吐虎玛克古城的保护范围及建设控制地带。2012年，中国人民大学历史学院、中国人民大学北方民族考古研究所考古调查吐虎玛克古城。2018年，中国人民大学和新疆文物考古研究所考古发掘唐朝墩古城遗址，期间也考古调查吐虎玛克古城遗址。